# PKN Orlen

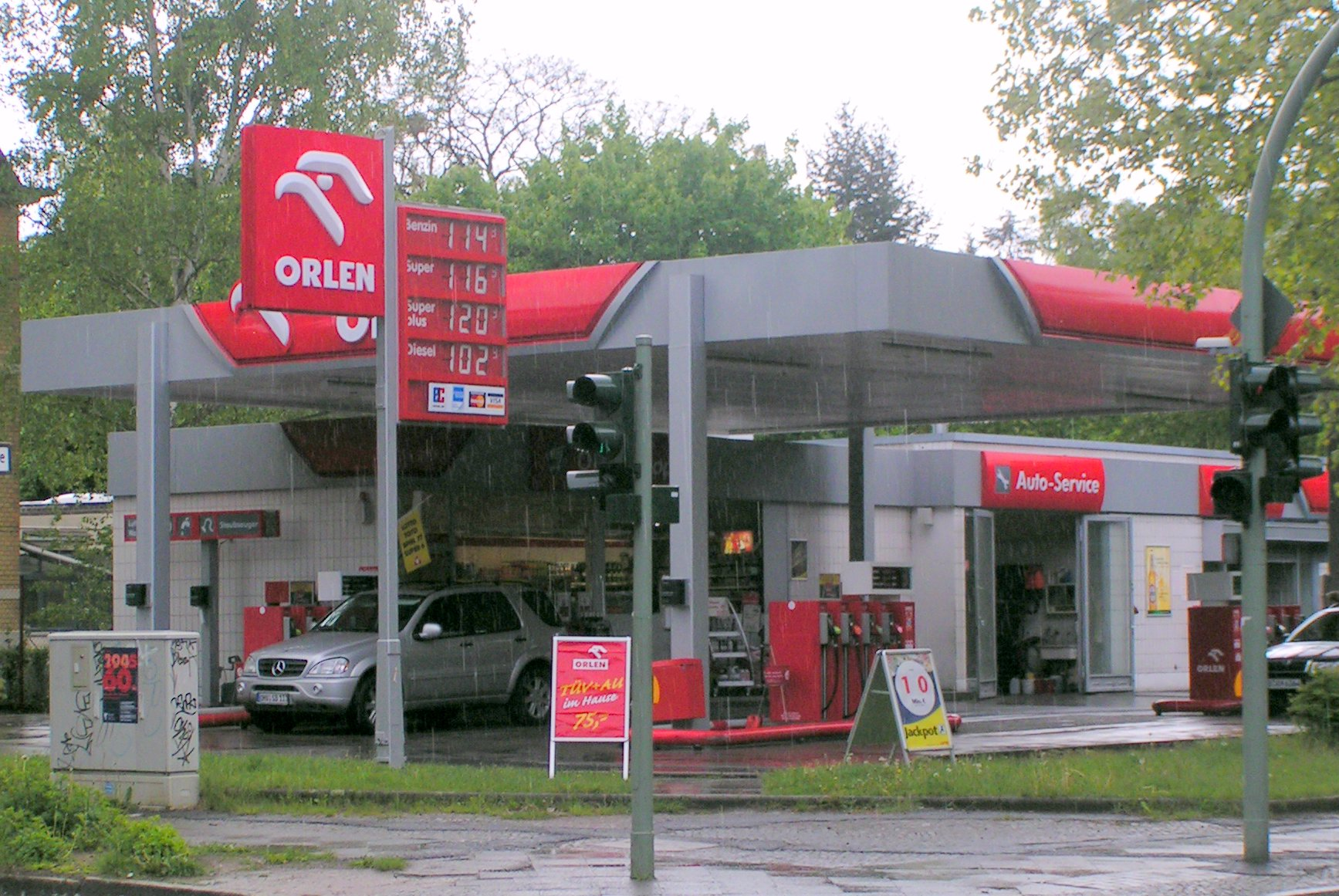
Orlen tankstation in Duitsland

Orlen Spółka Akcyjna is een Pools oliebedrijf dat aardolie verwerkt in raffinaderijen en een netwerk van tankstations bezit. Het is marktleider in Polen op het gebied van olieproducten en benzinedistributie. Na een fusie in 2022 beschikt het over alle Poolse olieraffinaderijen.  

## Activiteiten
Het bedrijf is vooral actief in de verwerking en verkoop van olieproducten. De winning van olie is beperkt, PKN Orlen produceerde in 2022 zo'n 30.000 vaten olie-equivalent per dag. De meeste ruwe olie wordt betrokken uit Rusland en Saudi-Arabië. Daarvoor heeft de onderneming lange termijn inkoopcontracten.  Er zijn vier grote raffinaderijen in Polen, Litouwen en Tsjechië en twee kleinere voor specifieke producten zoals bitumen. De totale verwerkingscapaciteit is zo'n 36 miljoen ton op jaarbasis. Er is een eigen chemie onderdeel en er wordt elektriciteit en warmte geproduceerd voor eigengebruik en voor derden. 
In 2020 waren er zo'n 2800 PKN Orlen tankstations in vijf landen. In Polen bestaat een dicht netwerk van ongeveer 1800 tankstations, in Duitsland zijn er bijna 500 en in Tsjechië ruim 400. In Polen heeft het bedrijf een derde van de markt in handen, in Tsjechië ongeveer een kwart en in Duitsland is het marktaandeel iets meer dan 5%.
De aandelen van PKN Orlen staan sinds 1999 genoteerd op de Effectenbeurs van Warschau. De Poolse staat is veruit de grootste aandeelhouder.
In 2020 kocht het bedrijf uitgeverij Polska Press van de Duitse Verlagsgruppe Passau. Daarmee kwamen 20 van de 24 regionale Poolse dagbladen in handen van de onderneming, waarvan de Poolse staat op dat moment 27,5% van de aandelen in handen had.

## Geschiedenis
PKN Orlen werd gevormd in 1999 uit het staatsbedrijf Konzerne Petrochemia Płock S.A. en Centrala Produktów Naftowych. PKN staat voor Polski Koncern Naftowy en de naam Orlen is afgeleid van het Poolse woord Orzeł (Adelaar), en dit is afgebeeld op het logo.
Sinds 2003 is PKN Orlen ook op de Duitse markt actief en heeft 500 benzinestations in Noord-Duitsland. In 2005 nam Orlen het grootste Tsjechische aardolie- en petrochemisch bedrijf Unipetrol over. Een meerderheidsbelang in Mažeikių Nafta gevestigd in Litouwen kwam in 2006 tot stand.
In 2022 ging het bedrijf samen met de belangrijkste concurrent op de Pools markt, Grupa Lotos. De Europese Commissie stemde daarmee onder strenge voorwaarden in. Lotos heeft vergelijkbare activiteiten als PKN Orlen, maar beschikt slechts over een raffinaderij in Gdańsk met een jaarcapaciteit van 10 miljoen ton en is hoofdzakelijk actief op de Poolse markt. De buitenlandse activiteiten zijn beperkt tot Tsjechië en Estland. De Poolse staat is de grootste aandeelhouder in Lotos. PKN Orlen is gemeten naar de jaaromzet bijna viermaal groter dan Lotos.
Agip (Eni) · Aral · Argos Oil · AVIA · BP · Esso · Gulf Oil · IQ-Diskont · JET · LUKoil · MOL · OCTA+ · OK Nederland · OMV · Orlen · Q8 · Repsol · Shell · Statoil · Tamoil · Texaco · Total

Onbemande tankstations in België en Nederland: AVIA Xpress · amiGo · DATS 24 · Esso Express · Firezone · OK Express · Q8 Easy · Shell Express · Tamoil Express · Tango · Tinq · Total Express